# Echthrus reluctator
Echthrus reluctator is een insect dat behoort tot de familie van de gewone sluipwespen (Ichneumonidae). De wetenschappelijke naam van werd gepubliceerd door Linnaeus in 1758 in de tiende editie van Systema naturae.